# Elia (entreprise)
Pour les articles homonymes, voir Elia.
Elia est le gestionnaire du réseau de transport (GRT) d'électricité à haute tension (de 30.000 à 380.000 volts) en Belgique. L’entreprise gère le transport de l’électricité depuis les producteurs vers les gestionnaires de réseau de distribution, qui alimentent à leur tour les PME et les particuliers. Elia dispose également de contrats avec plusieurs grands utilisateurs industriels qui sont directement connectés à son réseau haute tension.

## Histoire
La directive européenne 96/92 CE en vue de la libéralisation du marché de l’électricité a été transposée au niveau fédéral par la loi du 29 avril 1999 relative à l’organisation du marché de l’électricité. Elia a été créée le 28 juin 2001 par fusion de la CPTE (Coordination de la Production et du Transport de l’Énergie Électrique) et de l'entité d'Electrabel gérant le réseau de 30 kV à 380 kV et désignée gestionnaire de réseau de transport en 2002, conformément à cette loi Électricité du 29 avril 1999.
Elia est cotée en bourse depuis juin 2005 et dans le BEL20 entre mars 2012 et mars 2017 avant d'y revenir à nouveau depuis mars 2021. En 2010, Elia a racheté en collaboration avec Industry Funds Management l’un des quatre gestionnaires de réseau de transport allemands, 50Hertz Transmission, actif dans le nord et l’est de l’Allemagne, devenant ainsi un des 5 plus grands gestionnaires de réseau de transport européens.
Le groupe Elia offre également des services de conseil et d’ingénierie via sa filiale Elia Grid International (EGI) créée en 2014.
En mars 2018, Elia annonce l'acquisition d'une participation supplémentaire dans 50Hertz pour 976,5 millions d'euros, faisant monter sa participation dans cette entreprise à 80 %.

## Activité
Les activités principales d’Elia consistent à gérer les infrastructures du réseau (maintenance et développement des installations à haute tension), gérer le système électrique (suivi des flux, maintien de l’équilibre entre consommation et production d’électricité 24 heures sur 24, importations et exportations de et vers les pays voisins) et faciliter le marché (développement de services et mécanismes en vue de développer le marché de l’électricité, aux niveaux belge et européen).

## Tarifs
Les tarifs de transport d’Elia sont régulés par la Commission de Régulation de l’Electricité et du Gaz (CREG). Ils incluent :
- le raccordement au réseau de transport ;
- l'utilisation du réseau de transport ;
- la fourniture des services auxiliaires ;
- le maintien et la restauration de l'équilibre individuel des responsables d'accès ;
- toute inconsistance externe entre les nominations communiquées par deux responsables d'accès ;
- les obligations de service public imposées au gestionnaire du réseau de transport ;
- les surcharges.

Le 3 décembre 2015, la CREG a approuvé une nouvelle grille tarifaire pour la période 2016-2019.
Les tarifs de transport constituent l’une des composantes de la facture d’électricité, au même titre que le prix de l’énergie, les tarifs de distribution et les différentes redevances.

## Cadre légal
Elia est soumise à plusieurs législations aux niveaux belge et européen, avec pour chaque niveau un régulateur qui contrôle ses activités.
Il s’agit au niveau fédéral de la CREG (Commission de Régulation de l’Electricité et du Gaz) ; au niveau régional du VREG (Vlaamse Regulator van de Elektriciteits- en Gasmarkt), de la CWaPE (Commission wallonne pour l’Energie) et de BRUGEL (Bruxelles Gaz Electricité) et au niveau européen de l’ACER (Agency for the Cooperation of Energy Regulators).

## Chiffres clés

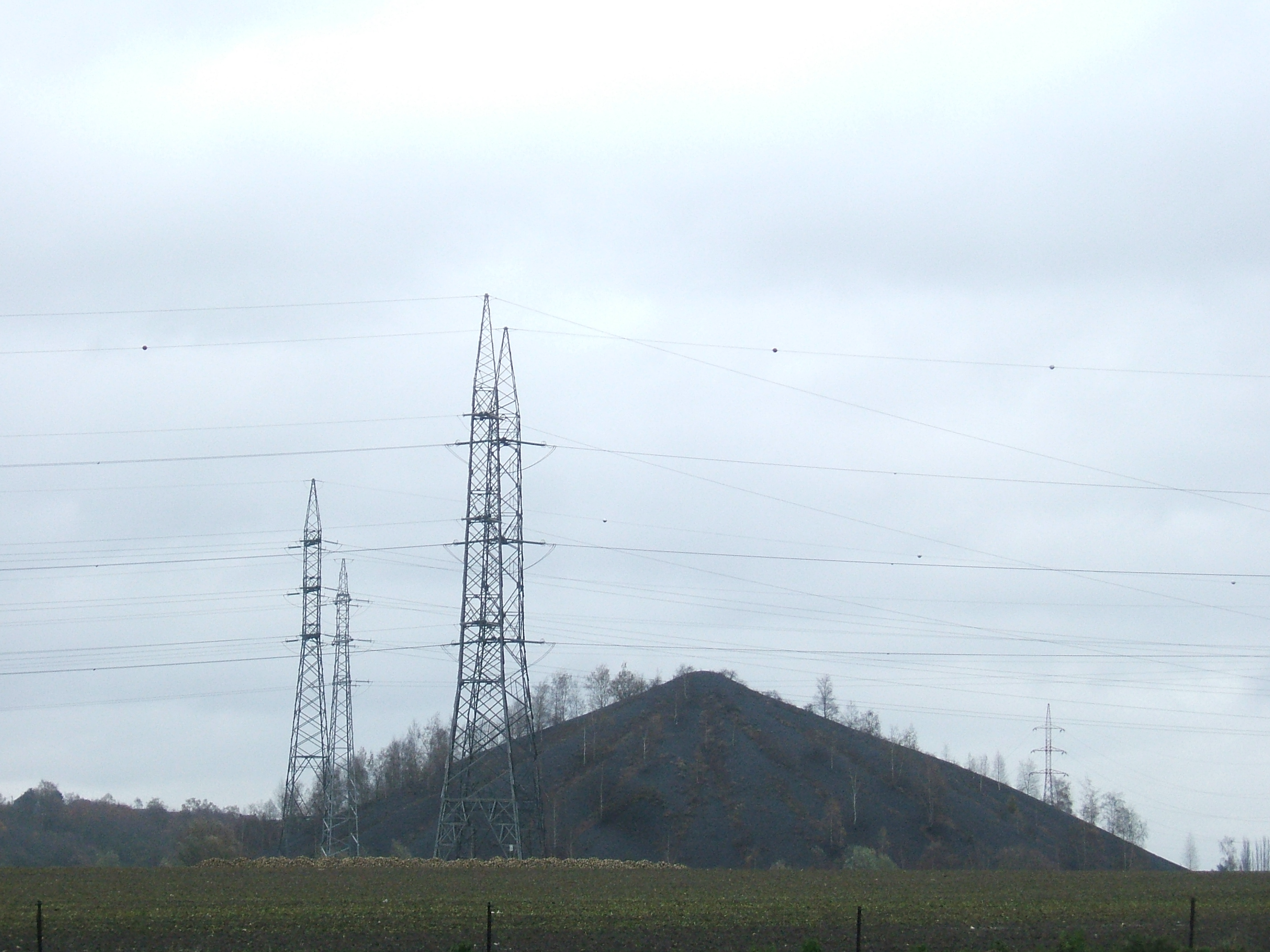
Des lignes à haute tension croisent un terril dans le Hainaut.

### Réseau
- Longueur des réseaux à haute tension d’Elia en Belgique
- Câbles souterrains : 2874 km
- Lignes aériennes 5558 km
- Total 8432 km
- 800 postes à haute tension
- 22.000 pylônes à haute tension
- 23.000 interventions sur le réseau en 2015

### Flux
- Charge: 77,1 TWh en 2015 contre 77,2 TWh en 2014
- Charge maximale en 2015 : 12.696 MW le 22/1/2015 18h
- Chargé minimale en 2015 : 5530 MW le 2/8/2015 14h30
- Importations : 21 TWh en 2015 contre 17,6 TWh en 2014 (hausse de 19,3 %)
- Baisse de l’exportation de 54,1 % en 2015.
- Echanges physiques avec les pays voisins : 26 TWh en 2015 contre 24,8 TWh en 2014 (hausse de 4,8 %)

### Dépenses d’investissement en 2015
- Elia : 350 millions €
- 50Hertz : 902 millions €
- Budget d’investissement de 1,6 milliard € pour la période 2016-2019 (hors projet Nemo, l’interconnexion entre la Belgique et l’Angleterre).